# Епископ темишварски Никанор
Никанор (световно Светозар Поповић; Кишфалуба (Барања) 1831 — Темишвар, 9/22. јул 1901) био је епископ Српске православне цркве.

## Световни живот
Епископ Никанор (у свету Светозар Поповић) рођен је 1831. у селу Кишфалуби близу Липове у Будимској епархији, у учитељској породици. Отац му је рано остао удовац и са службом се преселио из Кишфалубе у Мол у Бачкој. Када се затим замонашио, постао је као Доситеј старешина - игуман манастира Привине Главе. Светозар Поповић је нижу гимназију похађао у Врбасу, а вишу у Пешти, где је студирао и правне науке. Богословију је завршио у Карловцима. Од 1860. до 1862. године био је професор карловачке гимназије. Када је рукоположен за свештеника био је најпре парохијски свештеник у сремским Бачинцима (1862-1880). Остао је ту 1872. године удовац са троје малолетне деце. Изабран је 1871. године за члана епархијске скупштине и конзисторије. Представљао је ердевички срез 1874. и 1879. године на српском црквено-народном сабору. Као члан Саборског одбора 1879. године израдио је основу Уредбе о редукцији епархија и конзисторија. Изабран је за пароха у бачком Чуругу (1880-1890), вршећи у исто време кратко и дужност окружног протопрезвитера жабаљског, живећи у Жабљу.

## Монашки живот
Замонашен је 25. септембра 1890. године у манастиру Гргетегу од архимандрита Илариона (Руварца), добивши име Никанор. Из братства манастира Гргетега премештао га је неколико пута патријарх Бранковић, његов пријатељ из школских дана. Пошто је краће време био старешина манастира Шишатовца, премештен је за настојатеља манастира Беочина, а потом произведен у чин патријаршијског протосинђела на Цвети 1891. године у Новом Саду.
После избора за епископа темишварског произведен је за беочинског архимандрита 20. октобра 1891. године. За епископа је хиротонисан у карловачкој Саборној цркви 12/24. децембра 1891. године од патријарха Георгија (Бранковића) и епископа вршачког Нектарија (Димитријевића) и пакрачког Мирона (Николића). Владика Поповић је као последицу болести изгубио ногу, па му је 1895. године израђена вештачка у Загребу, где се лечио. Када је 1895. године црквени лист "Српски сион" објавио његову "Божићну посланицу", потписао се као "Епископ темишварски, велико-бечкеречки, велико-кикиндски и арадски". Био је члан - посланик Горњег дома Угарског сабора.
Умро је у Темишвару 22. јула 1901. и сахрањен на српском гробљу, у посебној гробници.